# Wojska Lądowe Sił Zbrojnych Ukrainy
Wojska Lądowe Sił Zbrojnych Ukrainy (ukr. Сухопутні Війська Збройних Сил України), skrótowo WL SZU (ukr. CВ ЗСУ) – jeden z rodzajów Sił Zbrojnych Ukrainy.
W 2005 roku wojska lądowe Ukrainy liczyły ok. 160 tysięcy ludzi. Na początku XXI wieku utworzono po raz pierwszy Dowództwo Wojsk Lądowych. W tym czasie też dywizje przeformowano w brygady pancerne i zmechanizowane, z batalionami mającymi charakter taktycznych grup bojowych. Na przełomie 2003/2004 roku siły lądowe dysponowały ogółem m.in. 3836 czołgami, w tym 2215 T-64, 2585 bojowymi wozami piechoty, 8392 transporterami opancerzonymi (w tym 6090 MTL-B), 1372 działami samobieżnymi, 585 artyleryjskimi wyrzutniami rakietowymi (w tym 94 Smiercz, 139 Uragan) i 272 wyrzutniami rakiet taktycznych (w tym 50 lub 72 Toczka-U).
W 2009 wojska lądowe liczyły 73 300 ludzi oraz miały na wyposażeniu 735 czołgów, 2155 pojazdów opancerzonych, 72 śmigłowce bojowe i 892 dział i moździerzy powyżej 100 mm.

## Wyposażenie
| Zdjęcie                      | Nazwa             | Kraj produkcji    | Liczba            | Uwagi |
| Czołgi podstawowe            | Czołgi podstawowe | Czołgi podstawowe | Czołgi podstawowe | Czołgi podstawowe |
| ---------------------------- | ----------------- | ----------------- | ----------------- | --- |
|                              | T-84 Opłot-M      | Ukraina           | 10                | |
|                              | T-80BW/UD         | ZSRR · Ukraina    | 167               | |
|                              | T-64BM „Bułat”    | ZSRR · Ukraina    | 120               | |
|                              | T-64BW            | ZSRR              | 550               | |
|                              | T-72A             | ZSRR              | 130               | |
| Bojowe wozy piechoty         |                   |                   |                   | |
|                              | BMP-1             | ZSRR              | brak danych       | W 2015 roku państwowy holding "Ukroboronprom" poinformował, że wchodzące w jego skład przedsiębiorstwo Żytomierski Zakład Pojazdów Opancerzonych ma dostarczyć ukraińskiemu Ministerstwu Obrony serię zmodernizowanych bojowych wozów piechoty BMP-1U. |
|                              | BMP-2             | ZSRR              | brak danych       | |
|                              | BMP-3             | ZSRR              | brak danych       | Ukraina "odziedziczyła" pewną ilość wozów tego typu. |
| Transportery opancerzone     |                   |                   |                   | |
|                              | BTR-80            | ZSRR · Ukraina    | brak danych       | |
|                              | BTR-70            | ZSRR · Ukraina    | brak danych       | |
|                              | BRDM-2            | ZSRR              | brak danych       | |
|                              | Dozor B           | Ukraina           | brak danych       | |
|                              | Saxon             | Wielka Brytania   | 75                | |
| Artyleria                    |                   |                   |                   | |
|                              | BARS-8MMK         | Ukraina           | 6                 | |
| Samochody terenowe           |                   |                   |                   | |
|                              | Humvee            | Stany Zjednoczone | 230               | |
| Bezzałogowe aparaty latające |                   |                   |                   | |
|                              | RQ-11 Raven       | Stany Zjednoczone | 72                | W 2016 roku w ramach pomocy rząd USA przekazał Siłom zbrojnym Ukrainy 24 zestawy bezzałogowych statków latających RQ-11B Raven. Każdy z nich zawiera 3 bsl, 2 stacje kierowania i części zamienne.                                                     |